# Arnay-le-Duc
Arnay-le-Duc är en kommun i departementet Côte-d'Or i regionen Bourgogne-Franche-Comté i östra Frankrike. Kommunen ligger i kantonen Arnay-le-Duc som tillhör arrondissementet Beaune. År 2022 hade Arnay-le-Duc 1 355 invånare.

## Befolkningsutveckling
Antalet invånare i kommunen Arnay-le-Duc
Referens:INSEE